# أومباي
أوماي (بالصينية: 旺梨) هو مقيم في مديرية جاسين في ملقا، بماليزيا. هاجر العديد من السكان من البلدة لأنه لا توجد تنمية هناك لفترة طويلة.

## الجذب السياحي
- مقبرة السلطان علي إسكندر شاه